# De Gilman de Zevenbergen
De Gilman de Zevenbergen is een Zuid-Nederlandse adellijke familie.

## Geschiedenis
- In 1770 verleende keizer Jozef II de titel ridder van het Heilige Roomse Rijk aan Arnold-Ferdinand de Gilman, heer van Ranst en Millegem.
- In 1771 werd de titel baron aan dezelfde verleend door keizerin Maria Theresia.

## Genealogie
- Arnold-Ferdinand de Gilman, heer van Ranst en Millegem, trouwde met Isabelle de Baillet.
  - Hyacinthe de Gilman de Zevenbergen (1778-1845), werd onder het Verenigd Koninkrijk der Nederlanden en enkele weken voor de Belgische afscheiding erkend in de erfelijke adel met de titel baron, overdraagbaar bij eerstgeboorte. Hij trouwde in 1817 in Antwerpen met Joséphine della Faille de Leverghem (1786-1846), dochter van Joseph della Faille, lid van de Eerste Kamer en van Catherine de Witte, vrouwe van Levergem. Ze kregen vier kinderen.
    - Frédéric de Gilman (1820-1894), provincieraadslid van Antwerpen, gemeenteraadslid van Ranst, verkreeg bij vonnis in 1857 dat de toevoeging de Zevenbergen officieel de familienaam vervolledigde. Hij trouwde in 1849 in Edegem met Gabrielle du Bois (1829-1876), dochter van Ferdinand du Bois, lid van het Nationaal Congres en senator. Ze kregen negen zoons en vijf dochters, maar geen enkele van de zoons trouwde. Enkele van zijn zoons waren gemeenteraadslid van Ranst.
      - Valentine de Gilman de Zevenbergen (1858-1945) was de laatste van de veertien kinderen en met haar doofde de familie uit. De laatste bewoner van het kasteel en domein Zevenbergen was haar zoon, Gaston van den Berghe, die er in 1952 een Lourdesgrot deed bouwen.

    - Hubertine de Gilman de Zevenbergen (1823-1885), trouwde in 1849 in Ranst met baron Oscar de T'Serclaes (1818-1888), genealoog en heraldicus. Ze kregen twee dochters, met afstammelingen tot heden. Ze waren de schoonouders van Jules Domis de Semerpont.
    - Emilie de Gilman de Zevenbergen (1828-1908), trouwde in 1851 in Antwerpen met baron Edmond de T'Serclaes (1825-1889). Ze kregen een zoon en een dochter, met afstammelingen tot heden.